# Shinsaibashi (métro d'Osaka)
Shinsaibashi (心斎橋駅, Shinsaibashi-eki) est une station du métro d'Osaka sur les lignes Midōsuji et Nagahori Tsurumi-ryokuchi dans l'arrondissement de Chūō à Osaka.

## Situation sur le réseau
La station Shinsaibashi est située au point kilométrique (PK) 9,6 de la ligne Midōsuji, entre les stations Honmachi et Namba, et au PK 2,7 de la ligne Nagahori Tsurumi-ryokuchi, entre les stations Nishiohashi et Nagahoribashi.

## Histoire
La station a été inaugurée le 20 mai 1933 sur ligne Midōsuji. Elle en constituait alors le terminus sud. La station de la ligne Nagahori Tsurumi-ryokuchi ouvre le 11 décembre 1996.
Il est prévu que la gare soit rénovée en 2020/2021.

## Services aux voyageurs

### Accès et accueil
La station est ouverte tous les jours.

### Desserte
- Ligne Midōsuji :
  - voie 1 : direction Nakamozu

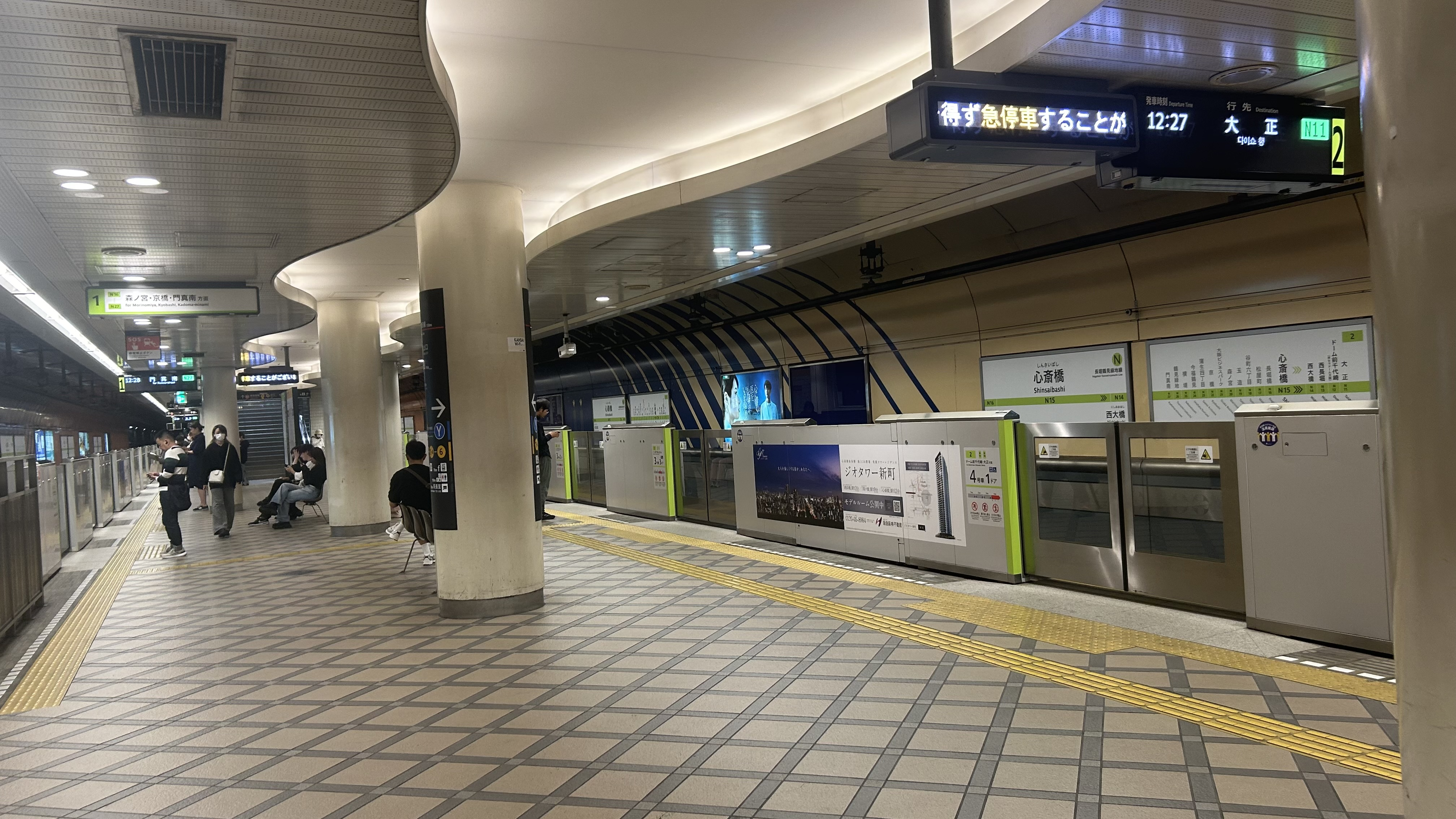
Quai de la ligne Nagahori Tsurumi-ryokuchi

  - voie 2 : direction Esaka (interconnexion avec la ligne Kitakyu Namboku pour Minoh-kayano)
- Ligne Nagahori Tsurumi-ryokuchi :
  - voie 1 : direction Kadoma-minami
  - voie 2 : direction Taishō

### Intermodalité
La station Yotsubashi (ligne Yotsubashi) est située à proximité.

## Environs
- Shinsaibashi